# Nazionale olimpica di calcio della Svezia
La nazionale olimpica svedese di calcio è la rappresentativa calcistica della Svezia che rappresenta l'omonimo stato ai giochi olimpici.

## Storia
La nazionale olimpica svedese esordisce nel 1952 con una vittoria per 4-1 contro la Norvegia. Quello stesso anno partecipa a Helsinki 1952, in cui vince la medaglia di bronzo grazie a quattro vittorie e una  sconfitta (in semifinale). A Seul 1988 supera il girone con due vittorie e un pareggio ma esce ai quarti. A Barcellona 1992 supera nuovamente il girone con una vittoria e due pareggi ma esce di nuovo ai quarti. A Rio 2016 ottiene un pareggio e due sconfitte, chiudendo ultima il proprio girone con un punto e 2 gol fatti.

## Statistiche dettagliate sui tornei internazionali
Nota bene: come previsto dai regolamenti FIFA, le partite terminate ai tiri di rigore dopo i tempi supplementari sono considerate pareggi.

### Giochi olimpici
| Anno | Luogo             | Piazzamento      | V | N | P | Gol |
| ---- | ----------------- | ---------------- | - | - | - | --- |
| 1952 | Helsinki          | Bronzo           | 3 | 0 | 1 | 9:8 |
| 1956 | Melbourne         | Non qualificata  | - | - | - | -   |
| 1960 | Roma              | Non qualificata  | - | - | - | -   |
| 1964 | Tokyo             | Non qualificata  | - | - | - | -   |
| 1968 | Città del Messico | Non qualificata  | - | - | - | -   |
| 1972 | Monaco di Baviera | Non qualificata  | - | - | - | -   |
| 1976 | Montréal          | Non qualificata  | - | - | - | -   |
| 1980 | Mosca             | Non qualificata  | - | - | - | -   |
| 1984 | Los Angeles       | Non qualificata  | - | - | - | -   |
| 1988 | Seul              | Quarti di finale | 2 | 1 | 1 | 7:5 |
| 1992 | Barcellona        | Quarti di finale | 1 | 2 | 1 | 6:3 |
| 1996 | Atlanta           | Non qualificata  | - | - | - | -   |
| 2000 | Sydney            | Non qualificata  | - | - | - | -   |
| 2004 | Atene             | Non qualificata  | - | - | - | -   |
| 2008 | Pechino           | Non qualificata  | - | - | - | -   |
| 2012 | Londra            | Non qualificata  | - | - | - | -   |
| 2016 | Rio de Janeiro    | Primo turno      | 0 | 1 | 2 | 2:4 |
| 2020 | Tokyo             | Non qualificata  | - | - | - | -   |
| 2024 | Parigi            | Non qualificata  | - | - | - | -   |

## Tutte le rose

### Giochi olimpici
Calcio ai Giochi Olimpici Estivi 19521 K. Svensson, 2 Samuelsson, 3 Nilsson, 4 Hansson, 5 Gustavsson, 6 Lindh, 7 Bengtsson, 8 Löfgren, 9 Rydell, 10 Brodd, 11 Sandberg, 12 T. Svensson, 13 Andersson, 14 Åhlund, 15 Å. Jönsson, 16 Eriksson, 17 Sandell, 18 E. Jönsson, 19 Carlsson, 20 Hjertsson, CT: Raynor
Calcio ai Giochi Olimpici Estivi 19881 S. Andersson, 2 Vaattovaara, 3 Lönn, 4 Arnberg, 5 R. Nilsson , 6 Thern, 7 Engqvist, 8 M. Andersson, 9 J. Nilsson, 10 Limpar, 11 Lindman, 12 B. Nilsson, 13 Dahlin, 14 Eskilsson, 15 Hellström, 16 Ljung, 17 Eriksson, 18 Svensson, 19 Palmér, 20 Rehn, CT: Lennartsson
Calcio ai Giochi Olimpici Estivi 19921 Ekholm, 2 Johansson, 3 Björklund, 4 Apelstav, 5 Alexandersson, 6 Mild, 7 P. Andersson, 8 Landberg, 9 Fursth, 10 Rödlund, 11 Brolin, 12 Svensson, 13 Jansson, 14 Moberg, 15 Lilius, 16 H. Nilsson, 17 A. Andersson, 18 Simpson, 19 Gudmundsson, 20 Axeldal, CT: N. Andersson
Calcio ai Giochi Olimpici Estivi 20161 Linde, 2 Lundqvist, 3 Milošević, 4 Nilsson, 5 Konate, 6 Khalili, 7 Tibbling, 8 Fransson, 9 Quaison, 10 Tanković, 11 Ajdarević, 12 Ishak, 13 Une Larsson, 14 Starke Hedlund, 15 Sonko Sundberg, 17 Sema, 18 Erlandsson, 21 Berisha, CT: Ericson
NOTA: Per le informazioni sulle rose precedenti al 1952 visionare la pagina della Nazionale maggiore.